# Vida en Venus

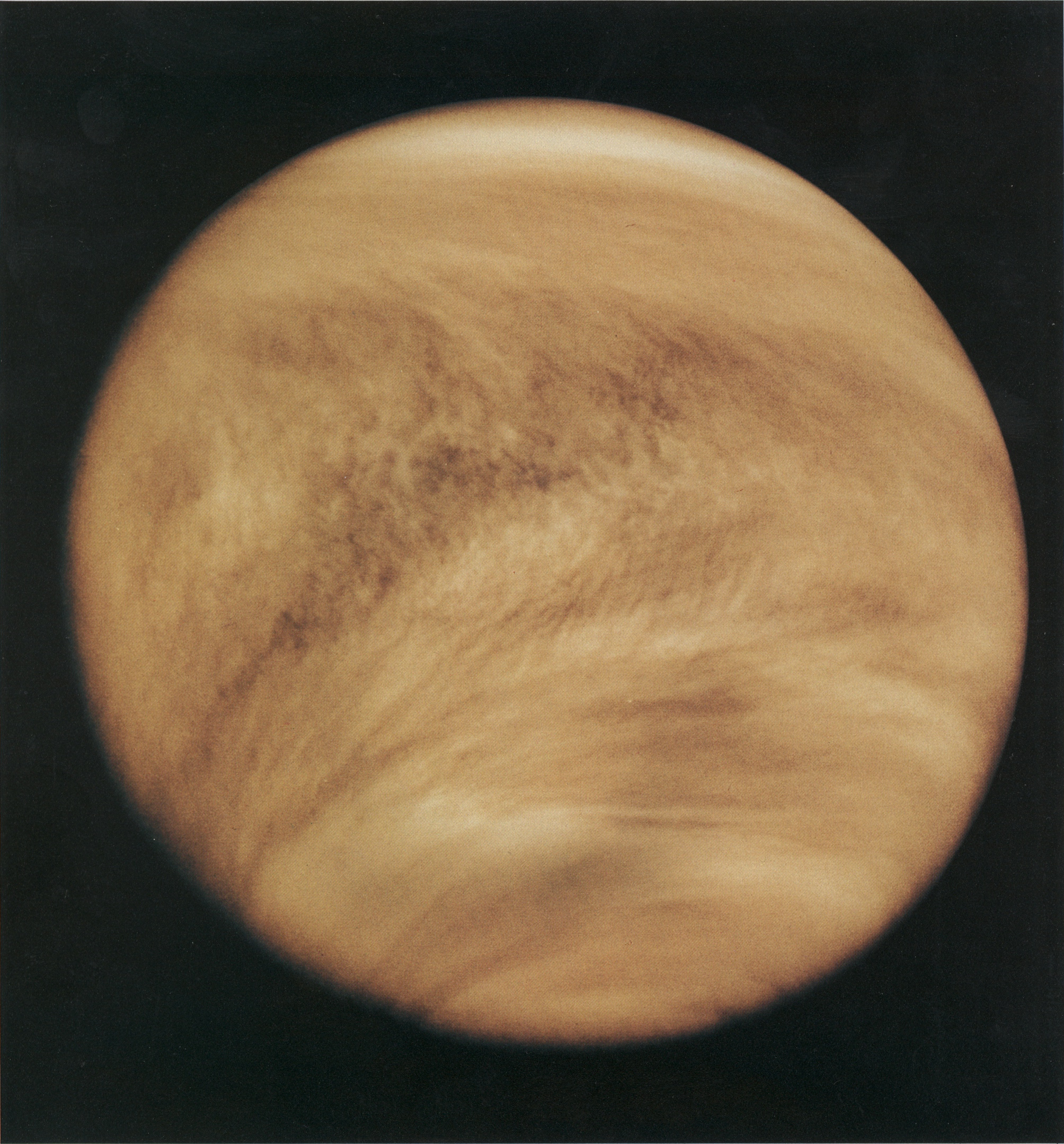
La atmósfera de Venus vista en ultravioleta por el Pioneer Venus Orbiter en 1979. La causa de las rayas oscuras en las nubes aún no se conoce.

La posibilidad de vida en Venus es un tema de interés en astrobiología debido a la proximidad y similitudes de Venus con la Tierra. Hasta la fecha, no se ha encontrado evidencia definitiva de la vida pasada o presente allí. A principios de la década de 1960, los estudios realizados a través de naves espaciales demostraron que el entorno venusiano actual es extremo en comparación con el de la Tierra. Los estudios continúan cuestionando si la vida podría haber existido en la superficie del planeta antes de que se afianzara un efecto invernadero desbocado, y si una biosfera relicta podría persistir en lo alto de la atmósfera venusiana moderna.
Con temperaturas superficiales extremas que alcanzan casi 735 K (462 °C; 863 °F) y una presión atmosférica 92 veces mayor que la de la Tierra, las condiciones en Venus hacen que la vida basada en el agua tal como la conocemos sea poco probable en la superficie del planeta. Sin embargo, algunos científicos han especulado que los microorganismos extremófilos termoacidófilos podrían existir en las capas superiores templadas y ácidas de la atmósfera venusiana. En septiembre de 2020, se publicó una investigación que informó la presencia de fosfina en la atmósfera del planeta, una posible biofirma. Sin embargo, se han planteado dudas sobre estas observaciones.
A partir del 8 de febrero de 2021, se informó de un estado actualizado de los estudios que consideran la posible detección de formas de vida en Venus (a través de la fosfina) y Marte (a través del metano). El 2 de junio de 2021, la NASA anunció dos nuevas misiones relacionadas con Venus: DAVINCI+ y VERITAS.

## Condiciones de la superficie

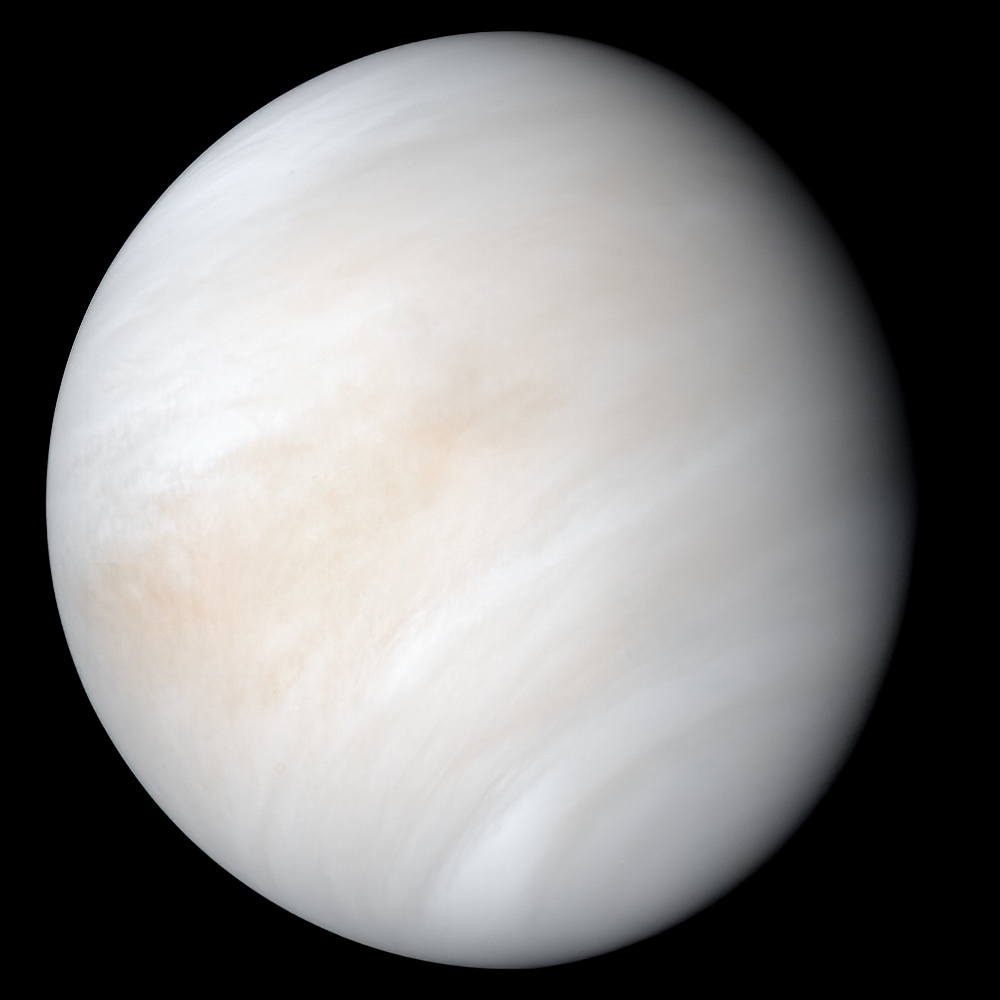
Venus

Debido a que Venus está completamente cubierto de nubes, el conocimiento humano de las condiciones de la superficie fue en gran medida especulativo hasta la era de la sonda espacial. Hasta mediados del siglo XX, se creía que el entorno de la superficie de Venus era similar a la Tierra, por lo tanto, se creía ampliamente que Venus podía albergar vida. En 1870, el astrónomo británico Richard A. Proctor dijo que la existencia de vida en Venus era imposible cerca de su ecuador, pero posible cerca de sus polos. Los escritores de ciencia ficción eran libres de imaginar cómo podría ser Venus hasta la década de 1960. Entre las especulaciones estaban que tenía un ambiente selvático o que tenía océanos de petróleo o agua carbonatada.
Observaciones de microondas publicadas por C. Mayer et al. en 1958 indicaron una fuente de alta temperatura (600 K). Curiosamente, las observaciones de banda milimétrica hechas por A. D. Kuzmin indicaron temperaturas mucho más bajas. Dos teorías en competencia explicaron el inusual espectro de radio, una que sugiere que las altas temperaturas se originaron en la ionosfera y otra que sugiere una superficie planetaria caliente.
En 1962, Mariner 2, la primera misión exitosa a Venus, midió la temperatura del planeta por primera vez y descubrió que era «de aproximadamente 500 grados Celsius (900 grados Fahrenheit)». Desde entonces, la evidencia cada vez más clara de varias sondas espaciales mostró que Venus tiene un clima extremo, con un efecto invernadero que genera una temperatura constante de aproximadamente 500 °C (932 °F) en la superficie. La atmósfera contiene nubes de ácido sulfúrico. En 1968, la NASA informó que la presión del aire en la superficie de Venus era de 75 a 100 veces mayor que la de la Tierra. Esto fue revisado más tarde a 92 bar, casi 100 veces la de la Tierra y similar a la de más de 1000 m (3300 pies) de profundidad en los océanos de la Tierra. En tal entorno, y dadas las características hostiles del clima venusiano, la vida tal como la conocemos es muy poco probable que ocurra.

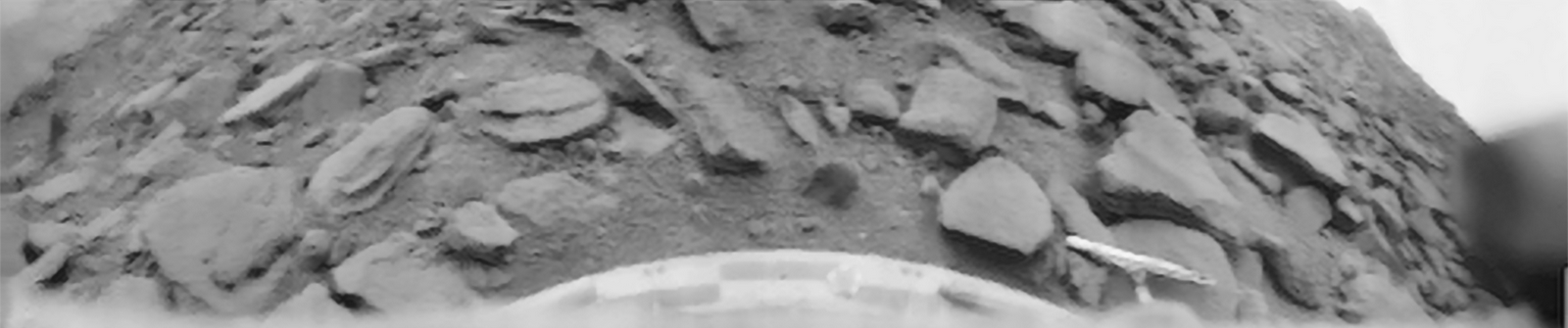
Venera 9 devolvió la primera imagen de la superficie de otro planeta en 1975.

## Potencial de habitabilidad pasado
Los científicos han especulado que si el agua líquida existía en su superficie antes de que el efecto invernadero fuera de control calentara el planeta, la vida microbiana puede haberse formado en Venus, pero puede que ya no exista. Suponiendo que el proceso que suministró agua a la Tierra fuera común a todos los planetas cercanos a la zona habitable, se ha estimado que el agua líquida podría haber existido en su superficie hasta 600 millones de años durante y poco después del Bombardeo Intenso Tardío, lo que podría ser tiempo suficiente para que se forme vida simple, pero esta cifra puede variar desde tan solo unos pocos millones de años hasta unos pocos miles de millones. Estudios recientes de septiembre de 2019 concluyeron que Venus pudo haber tenido agua superficial y una condición habitable durante alrededor de 3 mil millones de años y puede haber estado en esta condición hasta hace 700 a 750 millones de años. Si es correcto, esto habría sido una gran cantidad de tiempo para la formación de la vida, y para que la vida microbiana evolucionara para convertirse en aérea.
Ha habido muy poco análisis del material de la superficie de Venus, por lo que es posible que la evidencia de vida pasada, si alguna vez existió, se pueda encontrar con una sonda capaz de soportar las condiciones extremas actuales de la superficie de Venus, aunque el resurgimiento del planeta en los últimos 500 millones de años significa que es poco probable que permanezcan rocas superficiales antiguas, especialmente aquellos que contienen el mineral tremolita que, teóricamente, podría haber encerrado algunas biofirmas.

### Eventos de panspermia sugeridos
Se ha especulado que la vida en Venus pudo haber llegado a la Tierra a través de la litopanspermia, a través de la eyección de bólidos helados que facilitaron la preservación de la vida multicelular en largos viajes interplanetarios. «Los modelos actuales indican que Venus pudo haber sido habitable. La vida compleja puede haber evolucionado en el altamente irradiado Venus, y transferido a la Tierra en asteroides. Este modelo se ajusta al patrón de pulsos de vida altamente desarrollada que aparecen, se diversifican y se extinguen con asombrosa rapidez a través de los períodos Cámbrico y Ordovícico, y también explica la extraordinaria variedad genética que apareció durante este período».

### Eventos cataclísmicos
Hace entre 700 y 750 millones de años, un evento de resurgimiento casi global desencadenó la liberación de dióxido de carbono de la roca en el planeta, lo que transformó su clima. Además, según un estudio de investigadores de la Universidad de California en Riverside, Venus podría soportar la vida si Júpiter no hubiera alterado su órbita alrededor del Sol.

## Habitabilidad actual de su atmósfera

### Condiciones atmosféricas
Aunque hay pocas posibilidades de vida existente cerca de la superficie de Venus, las altitudes a unos 50 km (31 millas) sobre la superficie tienen una temperatura suave, y por lo tanto todavía hay algunas opiniones a favor de tal posibilidad en la atmósfera de Venus. La idea fue presentada por primera vez por el físico alemán Heinz Haber en 1950. En septiembre de 1967, Carl Sagan y Harold Morowitz publicaron un análisis del tema de la vida en Venus en la revista Nature.
En el análisis de los datos de la misión Venera, Pioneer Venus y Magellan, se descubrió que el sulfuro de carbonilo, el sulfuro de hidrógeno y el dióxido de azufre estaban presentes juntos en la atmósfera superior. Venera también detectó grandes cantidades de cloro tóxico justo debajo de la cubierta de nubes venusianas. El sulfuro de carbonilo es difícil de producir inorgánicamente, pero puede ser producido por vulcanismo. El ácido sulfúrico se produce en la atmósfera superior por la acción fotoquímica del Sol sobre el dióxido de carbono, el dióxido de azufre y el vapor de agua. El nuevo análisis de los datos de Pioneer Venus en 2020 ha encontrado que parte del cloro y todas las características espectrales del sulfuro de hidrógeno están relacionadas con la fosfina, lo que significa una concentración de cloro inferior a la pensada y la no detección de sulfuro de hidrógeno.
La radiación solar limita la zona habitable atmosférica a entre 51 km (65 °C) y 62 km (−20 °C) de altitud, dentro de las nubes ácidas. Se ha especulado que las nubes en la atmósfera de Venus podrían contener sustancias químicas que pueden iniciar formas de actividad biológica y tener zonas donde las condiciones fotofísicas y químicas permiten una fototrofia similar a la Tierra.

### Biomarcadores potenciales

#### Absorbentes desconocidos
Se ha especulado que cualquier microorganismo hipotético que habite la atmósfera, si está presente, podría emplear la luz ultravioleta (UV) emitida por el Sol como fuente de energía, lo que podría ser una explicación para las líneas oscuras (llamadas «absorbente UV desconocido») observadas en las fotografías UV de Venus. La existencia de este «absorbente UV desconocido» llevó a Carl Sagan a publicar un artículo en 1963 proponiendo la hipótesis de los microorganismos en la atmósfera superior como el agente que absorbe la luz UV.
En agosto de 2019, los astrónomos informaron un patrón a largo plazo recientemente descubierto de absorbencia de luz UV y cambios de albedo en la atmósfera de Venus y su clima, que es causado por «absorbentes desconocidos» que pueden incluir productos químicos desconocidos o incluso grandes colonias de microorganismos en lo alto de la atmósfera.
En enero de 2020, los astrónomos informaron evidencia que sugiere que Venus es actualmente (dentro de los 2,5 millones de años a partir del presente) volcánicamente activo, y el residuo de dicha actividad puede ser una fuente potencial de nutrientes para posibles microorganismos en la atmósfera venusiana.
En 2021, se sugirió que el color del «absorbente UV desconocido» coincidiera con el del «aceite rojo», una sustancia conocida que comprende una mezcla de compuestos orgánicos de carbono disueltos en ácido sulfúrico concentrado.

#### Fosfina

##### ALMA Detección de fosfina en 2020
La investigación publicada en septiembre de 2020 indicó la detección de fosfina (PH3) en la atmósfera de Venus por el telescopio Atacama Large Millimeter Array (ALMA) que no estaba vinculada a ningún método abiótico conocido de producción presente o posible en condiciones venusianas. No se espera que una molécula como la fosfina persista en la atmósfera venusiana ya que, bajo la radiación ultravioleta, eventualmente reaccionará con agua y dióxido de carbono. PH3 está asociado con ecosistemas anaeróbicos en la Tierra, y puede indicar vida en planetas anóxicos. Estudios relacionados sugirieron que la concentración detectada de fosfina (20 ppb) en las nubes de Venus indicaba una «cantidad plausible de vida» y, además, que las densidades de biomasa predichas típicas eran «varios órdenes de magnitud más bajas que la densidad de biomasa promedio de la biosfera aérea de la Tierra». A partir de 2019, ningún proceso abiótico conocido genera gas fosfina en planetas terrestres (a diferencia de los gigantes gaseosos) en cantidades apreciables. La fosfina puede ser generada por el proceso geológico de meteorización de lavas olivinas que contienen fosfuros inorgánicos, pero este proceso requiere una actividad volcánica continua y masiva. Por lo tanto, las cantidades detectables de fosfina podrían indicar vida. En julio de 2021, se propuso un origen volcánico para la fosfina, por extrusión del manto.
En una declaración publicada el 5 de octubre de 2020, en el sitio web de la comisión F3 de astrobiología de la Unión Astronómica Internacional, los autores del artículo de septiembre de 2020 sobre la fosfina fueron acusados de comportamiento poco ético y criticados por ser poco científicos y engañar al público. Desde entonces, los miembros de esa comisión se han distanciado de la declaración de la IAU, alegando que había sido publicada sin su conocimiento o aprobación. La declaración fue eliminada del sitio web de la IAU poco después. El contacto de medios de la IAU, Lars Lindberg Christensen, declaró que la IAU no estaba de acuerdo con el contenido de la carta, y que había sido publicada por un grupo dentro de la comisión de la F3, no por la propia IAU.
A fines de octubre de 2020, la revisión del procesamiento de datos de los datos recopilados tanto por ALMA utilizados en la publicación original de septiembre de 2020, como por los datos posteriores del Telescopio James Clerk Maxwell (JCMT), ha revelado errores de interpolación de fondo que resultan en múltiples líneas espurias, incluida la característica espectral de la fosfina. El nuevo análisis de los datos con una sustracción adecuada del fondo no da como resultado la detección de la fosfina o la detecta con una concentración de 1 ppb, 20 veces por debajo de la estimación original.

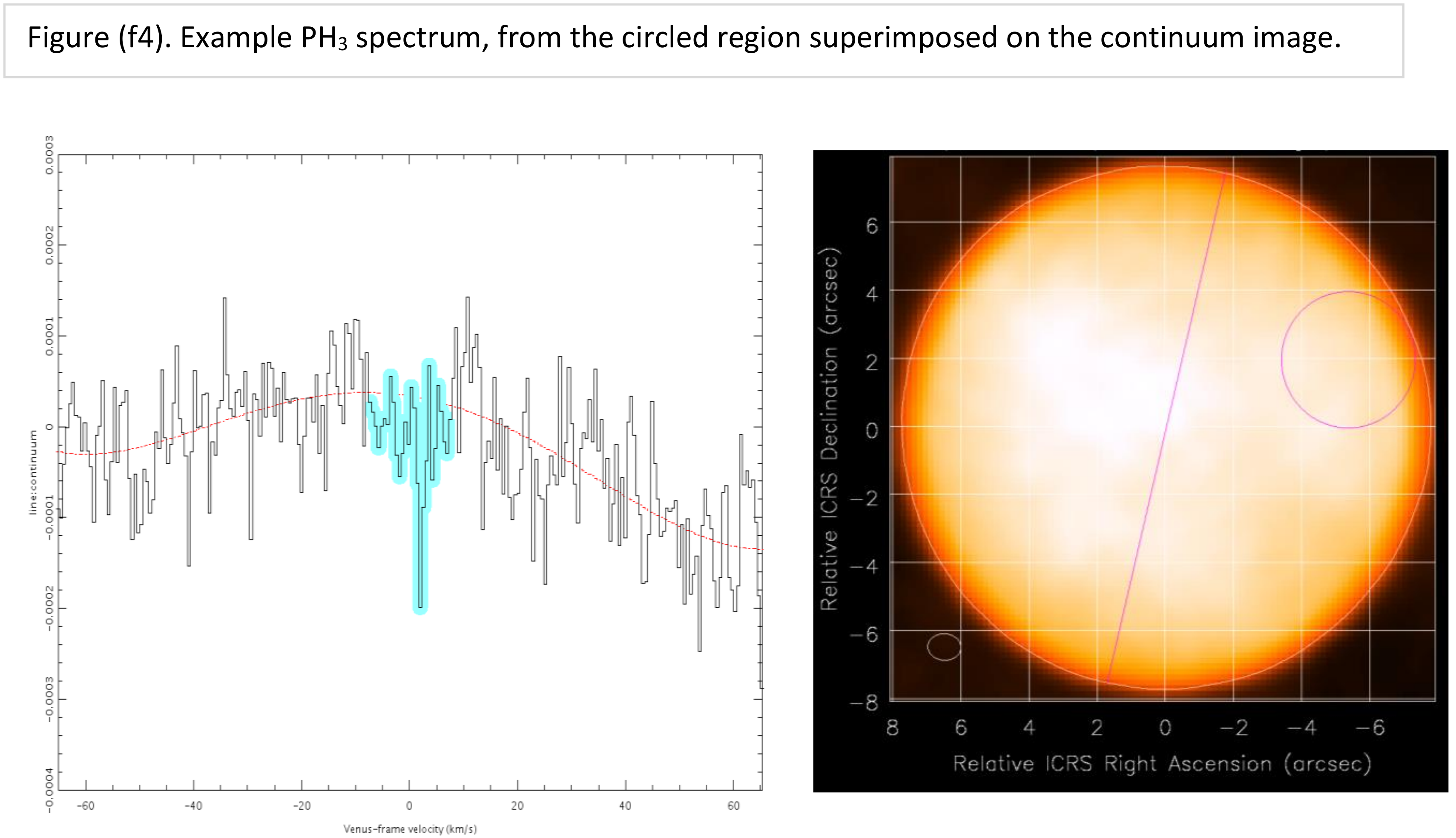
Ejemplo de espectro PH_{3}, de la región en círculo superpuesta a la imagen del continuo basada en un reanálisis de los datos reprocesados.

El 16 de noviembre de 2020, el personal de ALMA publicó una versión corregida de los datos utilizados por los científicos del estudio original publicado el 14 de septiembre. El mismo día, los autores de este estudio publicaron un nuevo análisis como prepublicación utilizando los nuevos datos que concluyen que la abundancia de PH3 promediada por el planeta es ~7 veces menor que la que detectaron con los datos del procesamiento anterior de ALMA, para probablemente variar según la ubicación y ser reconciliable con la detección JCMT de ~20 veces esta abundancia si varía sustancialmente en el tiempo. También responden a los puntos planteados en un estudio crítico de Villanueva et al. que cuestionó sus conclusiones y encuentran que hasta ahora la presencia de ningún otro compuesto puede explicar los datos. Los autores informaron que el procesamiento más avanzado de los datos del JCMT estaba en curso.

##### Otras mediciones de fosfina
El nuevo análisis de los datos in situ recopilados por Pioneer Venus Multiprobe en 1978 también ha revelado la presencia de fosfina y sus productos de disociación en la atmósfera de Venus. En 2021, un análisis adicional detectó trazas de etano, sulfuro de hidrógeno, nitrito, nitrato, cianuro de hidrógeno y posiblemente amoníaco.
La señal de fosfina también se detectó en los datos recopilados con el JCMT, aunque mucho más débil que la encontrada con ALMA.
En octubre de 2020, un nuevo análisis de la medición del espectro infrarrojo archivado en 2015 no reveló ninguna fosfina en la atmósfera venusiana, colocando un límite superior de concentración de volumen de fosfina 5 partes por billón (un cuarto del valor medido en banda de radio en 2020). Sin embargo, la longitud de onda utilizada en estas observaciones (10 micras) solo habría detectado fosfina en la parte superior de las nubes de la atmósfera de Venus.
En 2022, no se anunció ninguna detección de fosfina utilizando el telescopio infrarrojo aerotransportado SOFIA con límite superior de concentración de 0,8 ppb para altitudes venusianas de 75-110 km. Más tarde, la aparente no detección se atribuyó al error de calibración y la concentración de ~1 ppb de fosfina se detectó en el mismo conjunto de datos. La fosfina parece ser más abundante en las partes anteriores a la mañana de la atmósfera venusiana.

##### Mediciones planificados de los niveles de fosfina
Se espera que ALMA se reinicie a principios de 2021 después de un cierre de un año en respuesta a la pandemia de COVID-19 y puede permitir nuevas observaciones que podrían proporcionar información para la investigación en curso.
A pesar de las controversias, la NASA está en las etapas iniciales de enviar una futura misión a Venus. La misión Venus Emissivity, Radio Science, InSAR, Topography, and Spectroscopy (VERITAS) llevaría radar a ver a través de las nubes para obtener nuevas imágenes de la superficie, de mucha mayor calidad que las últimas fotografiadas hace treinta y un años. La otra, Deep Atmosphere Venus Investigation of Noble gases, Chemistry, and Imaging Plus (DAVINCI +) en realidad atravesaría la atmósfera, muestreando el aire a medida que desciende, para detectar la fosfina. En junio de 2021, la NASA anunció que DAVINCI+ y VERITAS serían seleccionados entre cuatro conceptos de misión elegidos en febrero de 2020 como parte de la competencia Discovery 2019 de la NASA para el lanzamiento en el marco de tiempo 2028-2030.
BepiColombo, lanzado en 2018 para estudiar Mercurio, sobrevoló Venus el 15 de octubre de 2020 y el 10 de agosto de 2021. Johannes Benkhoff, científico del proyecto, cree que el MERTIS (radiómetro de mercurio y espectrómetro infrarrojo térmico) de BepiColombo podría detectar fosfina, pero «no sabemos si nuestro instrumento es lo suficientemente sensible».

##### Confusión entre las líneas de fosfina y dióxido de azufre
Según una nueva investigación anunciada en enero de 2021, la línea espectral a 266,94 GHz atribuida a la fosfina en las nubes de Venus era más probable que hubiera sido producida por dióxido de azufre en la mesosfera. Esa afirmación fue refutada en abril de 2021 por ser inconsistente con los datos disponibles. La detección de PH3 en la atmósfera venusiana con ALMA se recuperó a ~7 ppb. Para agosto de 2021, se descubrió que la presunta contaminación por dióxido de azufre estaba contribuyendo solo en un 10% a la señal tentativa en la banda de línea espectral de fosfina en los espectros de ALMA tomada en 2019, y alrededor del 50% en los espectros de ALMA tomados en 2017.

## Bioquímica especulativa de la vida venusiana
La bioquímica convencional, basada en el agua, es casi imposible en condiciones venusianas. En junio de 2021, los cálculos de los niveles de actividad del agua en las nubes venusianas basados en datos de sondas espaciales mostraron que estas eran dos magnitudes demasiado bajas en los lugares examinados para que sobreviviera cualquier bacteria extremófila conocida.
En agosto de 2021, se sugirió que incluso los hidrocarburos saturados son inestables en condiciones ultraácidas de las nubes venusianas, lo que hace que los conceptos de vida venusiana basados en células sean problemáticos. En cambio, se propuso que la «vida» venusiana puede basarse en componentes moleculares autorreplicantes del «aceite rojo», una clase conocida de sustancias que consisten en una mezcla de compuestos de carbono policíclicos disueltos en ácido sulfúrico concentrado.
En diciembre de 2021, se sugirió que la vida venusiana, como la causa químicamente más plausible, puede producir fotoquímicamente amoníaco a partir de productos químicos disponibles, lo que hace que las gotitas que dan vida se conviertan en una suspensión de sulfato de amonio con un pH menos ácido de 1. Estas gotitas agotarían el dióxido de azufre en las capas superiores de nubes a medida que se asientan, lo que explica la distribución observada del dióxido de azufre en la atmósfera de Venus, y pueden hacer que las nubes no sean más ácidas que algunos ambientes terrestres extremos que albergan vida.

## Ciclos de vida especulativos de la vida venusiana
El documento de hipótesis en 2020 ha sugerido que la vida microbiana de Venus puede tener un ciclo de vida de dos etapas. La parte metabólicamente activa de tal ciclo tendría que ocurrir dentro de las gotas de nubes para evitar una pérdida fatal de líquido. Después de que tales gotitas crecieran lo suficientemente grandes como para hundirse bajo la fuerza de la gravedad, los organismos caerían con ellas en capas inferiores más calientes y se desecarían, volviéndose lo suficientemente pequeñas y ligeras como para ser elevadas nuevamente a la capa habitable por turbulencias a pequeña escala.
El documento de hipótesis en 2021 ha criticado el concepto anterior, señalando el gran estancamiento de las capas de neblina inferiores en Venus que regresan de la capa de neblina a nubes relativamente habitables problemáticas incluso para partículas pequeñas. En cambio, se propuso un modelo de evolución en la nube donde los organismos están evolucionando para convertirse en absorbentes máximos (oscuros) para la cantidad dada de biomasa y las áreas más oscuras de nubes calentadas por el sol se mantienen a flote mediante corrientes ascendentes térmicas iniciadas por los propios organismos.